# Сладкий сок внутри травы
«Сладкий сок внутри травы» — советский широкоэкранный художественный фильм, снятый режиссёрами Аманбеком Альпиевым и Сергеем Бодровым на киностудии «Казахфильм» имени Шакена Айманова в 1984 году.
Премьера фильма состоялась 29 декабря 1984 года. Фильм посмотрело 1,2 млн зрителей.

## Сюжет
Четырнадцатилетняя Сюйрик влюбляется в своего одноклассника Марата, но его внимание переходит на новую девочку. Сюйрик испытывает предательство и горечь, но с течением времени понимает ценность семьи и благодарит родителей за поддержку.

Сюжетную основу этой лирической комедии составляет история первой неразделённой любви четырнадцатилетней школьницы Сюйрик. Она живёт с родителями и двумя младшими сестрёнками в небольшом казахском городке. Мы знакомимся с Сюйрик в последние дни летних каникул. Вместе с одноклассниками она купается, загорает, катается на велосипеде. И всегда рядом он — Марат. Но вот приходит первое сентября, и в классе появляется новая девочка Наташа. И с этого дня начинаются страдания Сюйрик.
Авторы фильма с интересом прослеживают, как формируется нравственное кредо маленького человека, как происходит открытие людей и закономерностей жизни, как обжигают сердце подростка первая любовь, первая измена.
— Сладкий сок внутри травы // Новые фильмы. — 1984. — Декабрь (№ 12). — С. 10.

## В ролях
- Гульшад Омарова — Сюйрик
- Айгерим Беккулова — Камилия
- Элико Минашвили — Райхан
- Наталия Аринбасарова — мама
- Бек Ибраев — папа
- Вахтанг Панчулидзе — Ахмет
- Ольга Кузнецова — молодая учительница
- Гульнара Рахимбаева — классная руководительница
- Ирина Шульга — Света
- Биржан Абдурахманов — Марат
- Эдуард Кузнецов — Игорь
- С. Двоскина — Алимова
- Владислав Тигай — Толик Ким
- Р. Фазлиев — Вовка

## Съёмочная группа
- Сценаристы: Зауреш Ергалиева, Сергей Бодров
- Режиссёры: Аманбек Альпиев, Сергей Бодров
- Оператор: Фёдор Аранышев
- Художники: Валерий Кострин, Александр Ророкин
- Композитор: Тулеген Мухамеджанов
- Текст песен: Александр Буравский
- Звукорежиссёр: Зинаида Мухамедханова

## Фестивали и награды
- 1985 — Премия за лучшее воплощение темы нравственного становления подростка на 18-м Всесоюзном кинофестивале в Минске[1]
- 1985 — Премия на 14-м Московском международном кинофестивале[1]